# Symphyllocarpinae
 Symphyllocarpinae  Smoljan., 1960 è una sottotribù di piante angiosperme dicotiledoni della famiglia delle Asteraceae (sottofamiglia Asteroideae e tribù Athroismeae).

## Etimologia
Il nome scientifico della sottotribù è stato definito dalla botanica Lyudmila Alexandrovna Smoljaninova (1904-1990) nella pubblicazione " Botanicheskie Materialy Gerbariya Botanicheskogo Instituta Imeni V. L. Komarova Akademii Nauk S S S R. Leningrad. Leningrad [St. Petersburg]" ( Bot. Mater. Gerb. Bot. Inst. Komarova Akad. Nauk S.S.S.R. 20: 288) del 1960.

## Descrizione

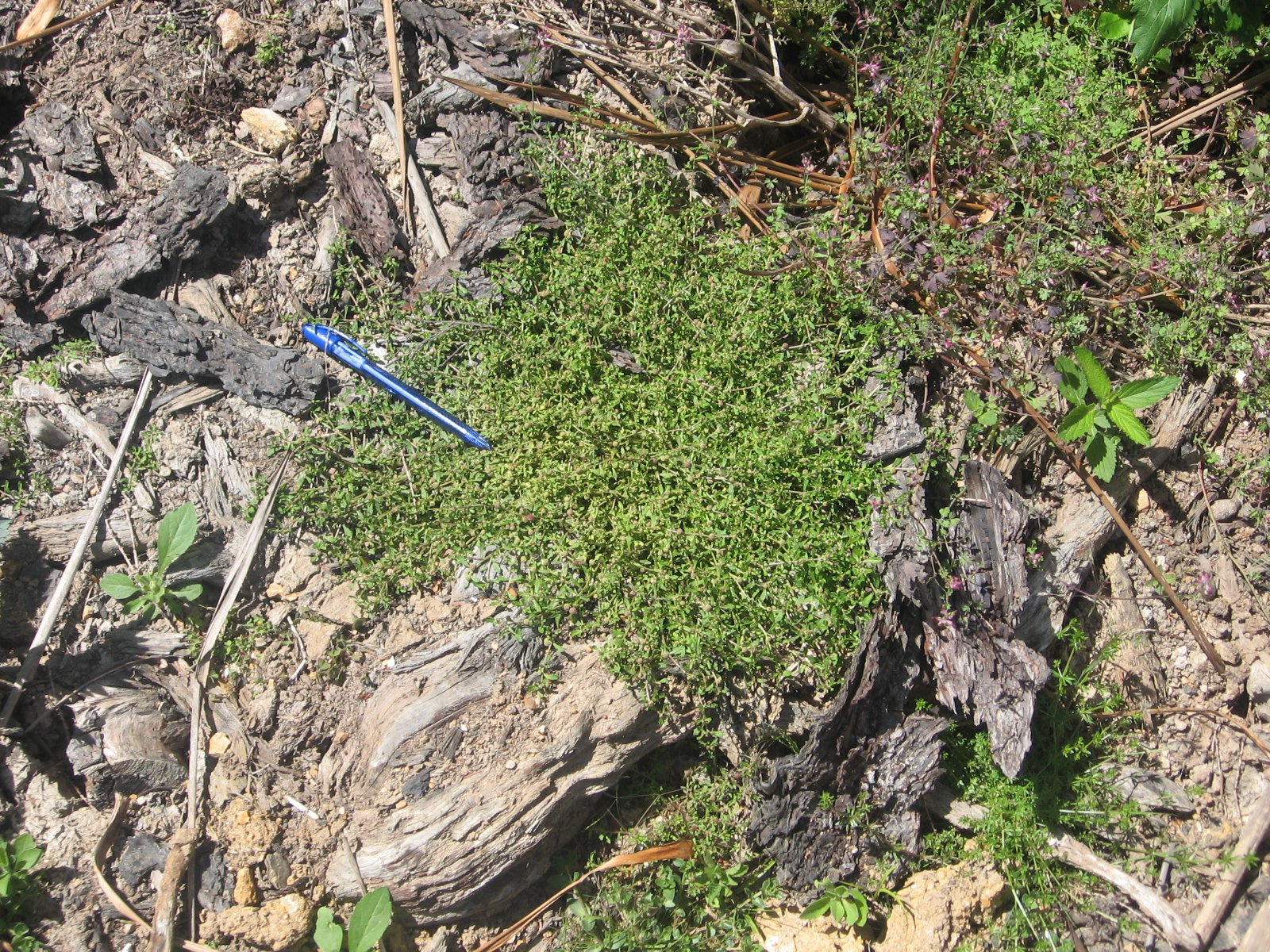
Il portamento
Centipeda minima

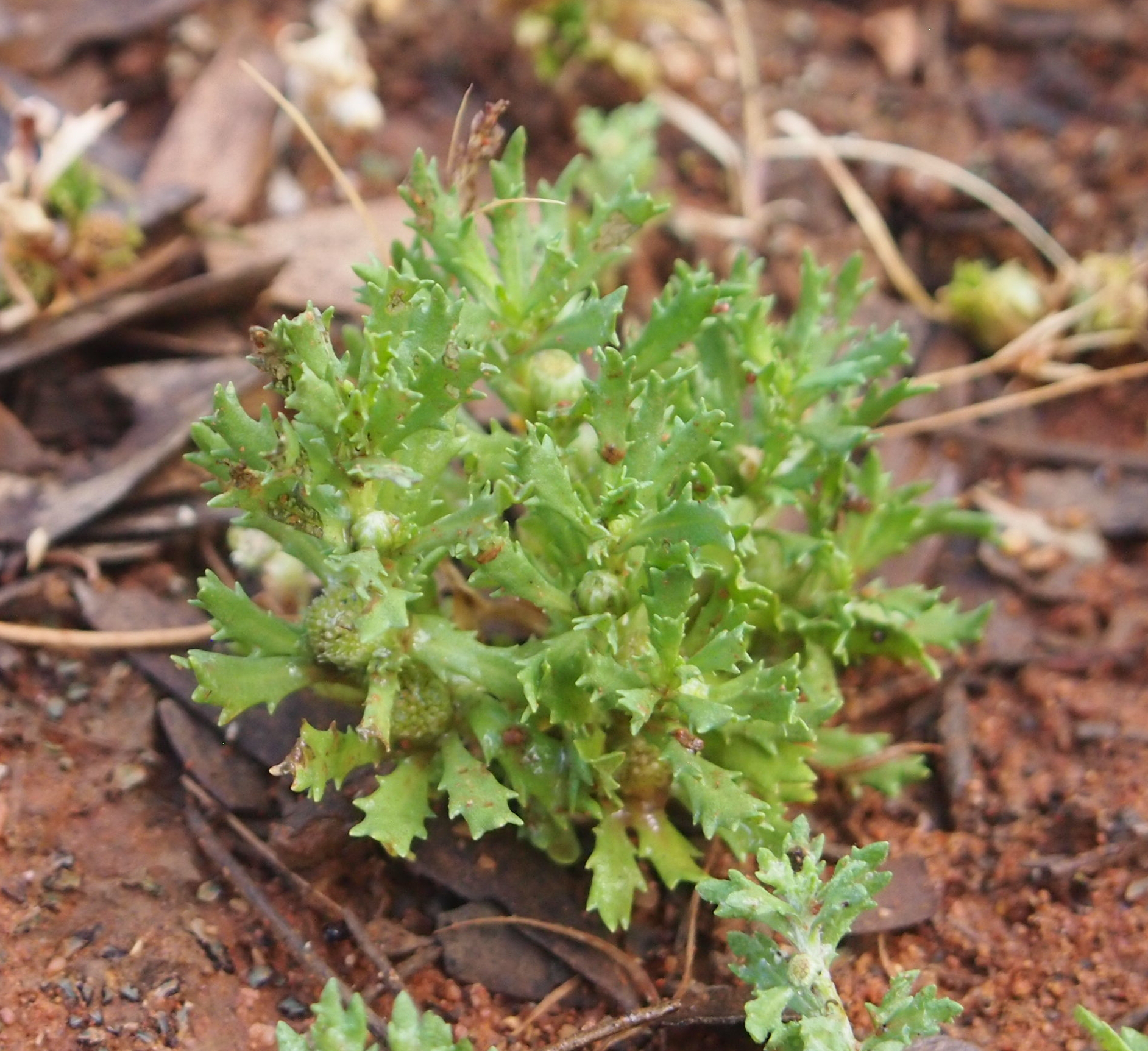
Le foglie
Centipeda crateriformis

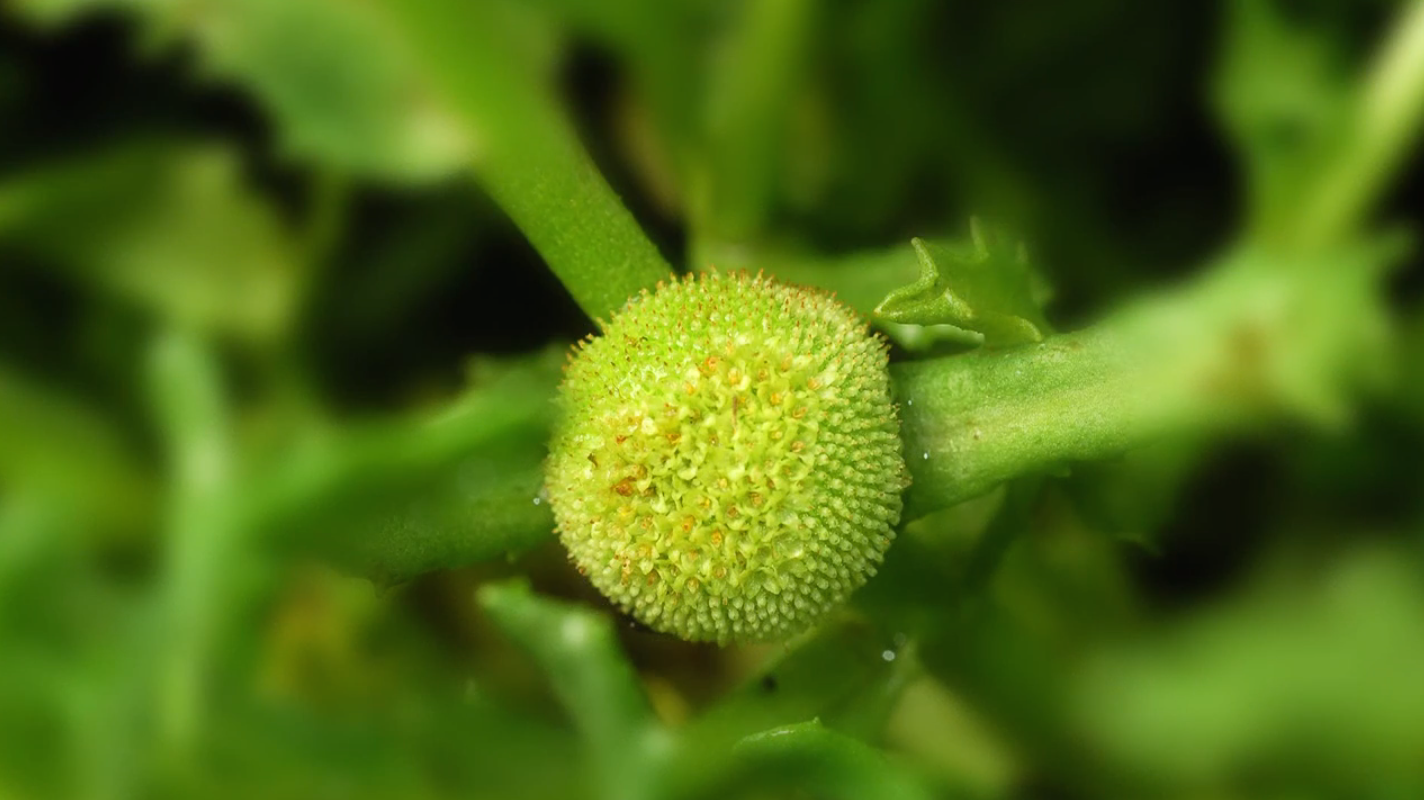
Infiorescenza
Centipeda cunninghamii

Portamento. Le piante di questa sottotribù hanno un habitus erbaceo (a volte con portamento prostrato) e con un ciclo biologico annuale o perenne.
Fusto. La parte aerea in genere è eretta o prostrata, semplice o ramosa. 
Foglie. Le foglie lungo il caule sono disposte in modo alterno. Sono sessili con lamine a forma lineare o obovata; sono variamente dentate (raramente i bordi sono interi).
Infiorescenza. Le infiorescenze (sinflorescenze) sono formate da capolini solitari (raramente in posizione ascellare), o raccolti in gruppi (tipo glomeruli o cime panicolate) o in alcuni casi sono disposti in cime di tipo monocasio. I capolini possono sono sessili con forme  discoidi. Le infiorescenze vere e proprie sono formate da un capolino composto da un involucro, con forme da campanulate (o globose) o emisferiche, formato da diverse brattee, al cui interno un ricettacolo fa da base ai fiori di due tipi: raggio (non sempre presenti) e disco. Le brattee, piatte, a consistenza erbacea con dimensioni più o meno uguali oppure graduate con differenti lunghezze (disposizione embricata) si trovano su più serie (da 1 a 2); i margini sono scariosi. Il ricettacolo (che fa da base ai fiori) ha una superficie concava o convessa ed è privo di pagliette (a protezione della base dei fiori).
Fiori.  I fiori sono tetra-ciclici (formati cioè da 4 verticilli: calice – corolla – androceo – gineceo) e pentameri (calice e corolla formati da 5 elementi). Si distinguono in:
- fiori del raggio (esterni): in genere sono assenti;
- fiori del disco si distinguono in periferici e centrali; quelli periferici sono femminili e sono attinomorfi; quelli centrali sono ermafroditi con corolle campanulate.

- Formula fiorale:

*/x K {\displaystyle \infty }, [C (5), A (5)], G 2 (infero), achenio 
- Calice: i sepali del calice sono ridotti ad una coroncina di squame.

- Corolla: le corolle dei fiori periferici in genere sono di tipo ligulato, ma in alcuni casi i lobi (in numero di 3) sono ridotti ad una corolla tubolare; i colori delle corolle sono bianco-crema, verde, giallo pallido o purpureo. Le corolle dei fiori del disco sono tetramere (a quattro lobi) a forma campanulata; sono colorate come quelle dei fiori periferici; la superficie è glabra percorsa da pochi peli ghiandolari tricomi.

- Androceo: l'androceo è formato da 4 stami sorretti da filamenti generalmente liberi; gli stami sono connati e formano un manicotto circondante lo stilo. Le antere sono ialine e codate (non sono calcarate); le appendici delle antere, se presenti sono a forma ovata. Il tessuto endoteciale (rivestimento interno dell'antera) è quasi sempre polarizzato (con due superfici distinte: una verso l'esterno e una verso l'interno). Il polline è sferico con un diametro medio di circa 25 micron;  è tricolporato (con tre aperture sia di tipo a fessura che tipo isodiametrica o poro) ed è echinato (con punte sporgenti).

- Gineceo: l'ovario è infero uniloculare formato da 2 carpelli. Lo stilo (il recettore del polline) è profondamente bifido (con due stigmi divergenti) e con le linee stigmatiche marginali separate. I due bracci dello stilo hanno una forma da lanceolata a deltoide e possono essere papillosi o ricoperti da ciuffi di peli.

Frutti. I frutti sono degli acheni senza pappo. L'achenio ha una forma da clavata a sub-affusolata, con alcune coste longitudinali (3 – 4); la superficie è glabrescente; all'apice superiore sono presenti diversi tricomi disposti a forma di piccola corona.

## Biologia
Impollinazione: l'impollinazione avviene tramite insetti (impollinazione entomogama tramite farfalle diurne e notturne).

Riproduzione: la fecondazione avviene fondamentalmente tramite l'impollinazione dei fiori (vedi sopra).

Dispersione: i semi (gli acheni) cadendo a terra sono successivamente dispersi soprattutto da insetti tipo formiche (disseminazione mirmecoria). In questo tipo di piante avviene anche un altro tipo di dispersione: zoocoria. Infatti gli uncini delle brattee dell'involucro (se presenti) si agganciano ai peli degli animali di passaggio disperdendo così anche su lunghe distanze i semi della pianta. Inoltre per merito del pappo (se presente) il vento può trasportare i semi anche a distanza di alcuni chilometri (disseminazione anemocora).

## Distribuzione e habitat
L'habitat tipico delle piante di questa sottotribù è quello delle zone sub-tropicali e temperate soprattutto dell'emisfero australe. Le specie di questo gruppo sono distribuire nelle seguenti località: Australia, Nuova Zelanda, Asia (sud-est), Madagascar, Papua Nuova Guinea e America del sud.

## Sistematica
La famiglia di appartenenza di questa voce (Asteraceae o Compositae, nomen conservandum) probabilmente originaria del Sud America, è la più numerosa del mondo vegetale, comprende oltre 23.000 specie distribuite su 1.535 generi, oppure 22.750 specie e 1.530 generi secondo altre fonti (una delle checklist più aggiornata elenca fino a 1.679 generi). La famiglia attualmente (2021) è divisa in 16 sottofamiglie; la sottofamiglia Asteroideae è una di queste e rappresenta l'evoluzione più recente di tutta la famiglia.

### Filogenesi
La tribù di questa voce (Athroismeae) è una delle 21 tribù della sottofamiglia Asteroideae). Da un punto di vista filogenetico, Athroismeae, all'interno della sottofamiglia, fa parte del gruppo "Helianthodae".
In base alle ultime ricerche nella tribù sono stati individuate 5 sottotribù. La sottotribù di questa voce con la sottotribù Anisopappinae forma un "gruppo fratello".
Il cladogramma seguente, tratto dallo studio citato e semplificato, mostra una possibile configurazione filogenetica del gruppo.
|  | Artemisiopsis                                                 |
|  |                                                               |
|  | \| \| Symphyllocarpus \| \| \| \| \| \| Centipeda \| \| \| \| |
|  |                                                               |
|  | Symphyllocarpus                                               |
|  |                                                               |
|  | Centipeda                                                     |
|  |                                                               |

|  | Symphyllocarpus |
|  |                 |
|  | Centipeda       |
|  |                 |

I caratteri distintivi delle specie di questa sottotribù sono:
- le foglie sono sessili;
- i capolini sono del tipo disciforme;
- il ricettacolo è privo di pagliette:
- le corolle interne sono tetramere.

Il numero cromosomico delle specie di questo gruppo è : 2n = 20.
In precedenti trattazioni le specie di questo gruppo erano descritte nella sottotribù Centipedinae Panero, 2005.

### Composizione della sottotribù
La sottotribù Symphyllocarpinae comprende 3 generi e 12 specie.
| Genere                       | N. specie                                                    | Distribuzione                                                                              | Caratteri più significativi                                                                                       | Fiori |
| ---------------------------- | ------------------------------------------------------------ | ------------------------------------------------------------------------------------------ | --- | ----- |
| Centipeda Lour., 1790        | 10                                                           | Australia, Nuova Zelanda, Asia (sud-est), Madagascar, Papua Nuova Guinea e America del sud | I capolini sono di tipo discoide. - Il ricettacolo è privo di pagliette. - Le corolle più interne sono tetramere. |       |
| Symphyllocarpus Maxim., 1859 | Una specie: Symphyllocarpus exilis Maxim., 1859              | Corea e Cina orientale                                                                     | |       |
| Artemisiopsis S.Moore, 1902  | Una specie: Artemisiopsis villosa (O.Hoffm.) Schweick., 1937 | Africa meridionale                                                                         | Le brattee dell'involucro sono cartilaginee. - Il pappo è formato da setole capillari libere.                     |       |